# Chiesa di Sant'Andrea (Soiana)
La chiesa di Sant'Andrea si trova a Soiana, nel comune di Terricciola.

## Storia
Fu costruita a partire dal 1852, dopo che il terremoto del 1846 aveva gravemente danneggiato la preesistente chiesa sorta nel XIII secolo, e fu conclusa nel 1897, quando fu terminato l'imponente campanile progettato di Luigi Bellincioni.

## Descrizione
L'interno, ad unica aula, ha un aspetto sobrio animato solo da due semplici altari a muro. L'altare destro ospita la Madonna del Rosario; quello di fronte, un dipinto con i Santi Giovanni Battista e Andrea, includente una recente statua di Santa Lucia. La parte absidale è stata affrescata con Scene dal Vangelo di San Giovanni di Paolo Graziani (1994). Il fonte battesimale in marmo bianco è completato da un affresco con il Battesimo di Gesù. Da notare il grande organo del 1862 di Ditta Nicomede Agati.